# Sertularella pulchra
Sertularella pulchra är en nässeldjursart som beskrevs av Eberhard Stechow 1923. Sertularella pulchra ingår i släktet Sertularella och familjen Sertulariidae. Inga underarter finns listade i Catalogue of Life.